# Medallistas Olímpicos en Saltos
Tabla de medallas de oro, plata y bronce de los Saltos en los Juegos Olímpicos en cada una de las pruebas que forman parte del torneo.

## Programa Actual

### Masculino

#### Plataforma10 metros
| Edición             | Oro               | Plata            | Bronce                            |
| ------------------- | ----------------- | ---------------- | --------------------------------- |
| St. Louis 1904      | George Sheldon    | Georg Hoffmann   | Alfred Braunschweiger Frank Kehoe |
| Londres 1908        | Hjalmar Johansson | Karl Malmström   | Arvid Spångberg                   |
| Estocolmo 1912      | Erik Adlerz       | Albert Zürner    | Gustaf Blomgren                   |
| Amberes 1920        | Clarence Pinkston | Erik Adlerz      | Harry Prieste                     |
| París 1924          | Albert White      | David Fall       | Clarence Pinkston                 |
| Ámsterdam 1928      | Pete Desjardins   | Farid Simaika    | Michael Galitzen                  |
| Los Ángeles 1932    | Harold Smith      | Michael Galitzen | Frank Kurtz                       |
| Berlín 1936         | Marshall Wayne    | Elbert Root      | Hermann Stork                     |
| Londres 1948        | Samuel Lee        | Bruce Harlan     | Joaquín Capilla                   |
| Helsinki 1952       | Samuel Lee        | Joaquín Capilla  | Günther Haase                     |
| Melbourne 1956      | Joaquín Capilla   | Gary Tobian      | Richard Connor                    |
| Roma 1960           | Bob Webster       | Gary Tobian      | Brian Phelps                      |
| Tokio 1964          | Bob Webster       | Klaus Dibiasi    | Tom Gompf                         |
| México 1968         | Klaus Dibiasi     | Álvaro Gaxiola   | Win Young                         |
| Múnich 1972         | Klaus Dibiasi     | Richard Rydze    | Giorgio Cagnotto                  |
| Montreal 1976       | Klaus Dibiasi     | Greg Louganis    | Vladimir Aleynik                  |
| Moscú 1980          | Falk Hoffmann     | Vladimir Aleynik | David Ambartsumyan                |
| Los Ángeles 1984    | Greg Louganis     | Bruce Kimball    | Li Kongzheng                      |
| Seúl 1988           | Greg Louganis     | Xiong Ni         | Jesús Mena                        |
| Barcelona 1992      | Sun Shuwei        | Scott Donie      | Xiong Ni                          |
| Atlanta 1996        | Dmitri Sautin     | Jan Hempel       | Xiao Hailiang                     |
| Sídney 2000         | Tian Liang        | Hu Jia           | Dmitri Sautin                     |
| Atenas 2004         | Hu Jia            | Mathew Helm      | Tian Liang                        |
| Beijing 2008        | Matthew Mitcham   | Zhou Lüxin       | Gleb Galperin                     |
| Londres 2012        | David Boudia      | Qiu Bo           | Tom Daley                         |
| Río de Janeiro 2016 | Chen Aisen        | Germán Sánchez   | David Boudia                      |
| Tokio 2020          | Cao Yuan          | Yang Jian        | Tom Daley                         |
| París 2024          | Cao Yuan          | Rikuto Tamai     | Noah Williams                     |

#### Trampolín3 metros
| Edición             | Oro                | Plata              | Bronce                      |
| ------------------- | ------------------ | ------------------ | --------------------------- |
| Londres 1908        | Albert Zürner      | Kurt Behrens       | George Gaidzik Gottlob Walz |
| Estocolmo 1912      | Paul Günther       | Hans Luber         | Kurt Behrens                |
| Amberes 1920        | Louis Kuehn        | Clarence Pinkston  | Louis Balbach               |
| París 1924          | Albert White       | Pete Desjardins    | Clarence Pinkston           |
| Ámsterdam 1928      | Pete Desjardins    | Michael Galitzen   | Farid Simaika               |
| Los Ángeles 1932    | Michael Galitzen   | Harold Smith       | Richard Degener             |
| Berlín 1936         | Richard Degener    | Marshall Wayne     | Alan Greene                 |
| Londres 1948        | Bruce Harlan       | Miller Anderson    | Samuel Lee                  |
| Helsinki 1952       | David Browning     | Miller Anderson    | Bob Clotworthy              |
| Melbourne 1956      | Bob Clotworthy     | Donald Harper      | Joaquín Capilla             |
| Roma 1960           | Gary Tobian        | Samuel Hall        | Juan Botella                |
| Tokio 1964          | Kenneth Sitzberger | Frank Gorman       | Lawrence Andreasen          |
| México 1968         | Bernard Wrightson  | Klaus Dibiasi      | James Henry                 |
| Múnich 1972         | Vladimir Vasin     | Giorgio Cagnotto   | Craig Lincoln               |
| Montreal 1976       | Phil Boggs         | Giorgio Cagnotto   | Aleksandr Kosenkov          |
| Moscú 1980          | Aleksandr Portnov  | Carlos Girón       | Giorgio Cagnotto            |
| Los Ángeles 1984    | Greg Louganis      | Tan Liangde        | Ronald Merriott             |
| Seúl 1988           | Greg Louganis      | Tan Liangde        | Li Deliang                  |
| Barcelona 1992      | Mark Lenzi         | Tan Liangde        | Dmitri Sautin               |
| Atlanta 1996        | Xiong Ni           | Yu Zhuocheng       | Mark Lenzi                  |
| Sídney 2000         | Xiong Ni           | Fernando Platas    | Dmitri Sautin               |
| Atenas 2004         | Peng Bo            | Alexandre Despatie | Dmitri Sautin               |
| Beijing 2008        | He Chong           | Alexandre Despatie | Qin Kai                     |
| Londres 2012        | Ilya Zakharov      | Qin Kai            | He Chong                    |
| Río de Janeiro 2016 | Cao Yuan           | Jack Laugher       | Patrick Hausding            |
| Tokio 2020          | Xie Siyi           | Wang Zongyuan      | Jack Laugher                |
| París 2024          | Xie Siyi           | Wang Zongyuan      | Osmar Olvera                |

#### Plataforma10 metros sincronizado
| Edición             | Oro                                                 | Plata                                           | Bronce                                           |
| ------------------- | --------------------------------------------------- | ----------------------------------------------- | ------------------------------------------------ |
| Sídney 2000         | Rusia · Igor Lukashin · Dmitri Sautin               | República Popular China · Hu Jia · Tian Liang   | Alemania · Jan Hempel · Heiko Meyer              |
| Atenas 2004         | República Popular China · Tian Liang · Yang Jinghui | Reino Unido · Leon Taylor · Peter Waterfield    | Australia · Mathew Helm · Robert Newbery         |
| Pekín 2008          | República Popular China · Lin Yue · Huo Liang       | Alemania · Patrick Hausding · Sascha Klein      | Rusia · Gleb Galperin · Dmitri Dobroskok         |
| Londres 2012        | República Popular China · Cao Yuan · Zhang Yanquan  | México · Iván García · Germán Sánchez           | Estados Unidos · David Boudia · Nicholas McCrory |
| Río de Janeiro 2016 | República Popular China · Chen Aisen · Lin Yue      | Estados Unidos · David Boudia · Steele Johnson  | Reino Unido · Tom Daley · Daniel Goodfellow      |
| Tokio 2020          | Reino Unido · Tom Daley · Matty Lee                 | República Popular China · Cao Yuan · Chen Aisen | ROC · Aleksandr Bondar · Viktor Minibaev         |
| París 2024          | República Popular China · Lian Junjie · Yang Hao    | Reino Unido · Tom Daley · Noah Williams         | Canadá · Rylan Wiens · Nathan Zsombor-Murray     |

#### Trampolín3 metros sincronizado
| Edición             | Oro                                                  | Plata                                              | Bronce                                        |
| ------------------- | ---------------------------------------------------- | -------------------------------------------------- | --------------------------------------------- |
| Sídney 2000         | República Popular China · Xiong Ni · Xiao Hailiang   | Rusia · Aleksandr Dobroskok · Dmitri Sautin        | Australia · Robert Newbery · Dean Pullar      |
| Atenas 2004         | Grecia · Thomas Bimis · Nikolaos Siranidis           | Alemania · Andreas Wels · Tobias Schellenberg      | Australia · Steven Barnett · Robert Newbery   |
| Beijing 2008        | República Popular China · Wang Feng · Qin Kai        | Rusia · Dmitri Sautin · Yuri Kunakov               | Ucrania · Illya Kvasha · Oleksi Prygorov      |
| Londres 2012        | República Popular China · Luo Yutong · Qin Kai       | Rusia · Ilya Zakharov · Evgeni Kuznetsov           | Estados Unidos · Troy Dumais · Kristian Ipsen |
| Río de Janeiro 2016 | Reino Unido · Chris Mears · Jack Laugher             | Estados Unidos · Sam Dorman · Michael Hixon        | República Popular China · Cao Yuan · Qin Kai  |
| Tokio 2020          | República Popular China · Xie Siyi · Wang Zongyuan   | Estados Unidos · Andrew Capobianco · Michael Hixon | Alemania · Patrick Hausding · Lars Rüdiger    |
| París 2024          | República Popular China · Wang Zongyuan · Long Daoyi | México · Juan Celaya · Osmar Olvera                | Reino Unido · Anthony Harding · Jack Laugher  |

### Femenino

#### Plataforma10 metros
| Edición             | Oro                       | Plata                     | Bronce                |
| ------------------- | ------------------------- | ------------------------- | --------------------- |
| Estocolmo 1912      | Greta Johansson           | Lisa Regnell              | Isabelle White        |
| Amberes 1920        | Stefanie Clausen          | Beatrice Armstrong        | Eva Olliwier          |
| París 1924          | Caroline Smith            | Elizabeth Becker-Pinkston | Hjördis Töpel         |
| Ámsterdam 1928      | Elizabeth Becker-Pinkston | Georgia Coleman           | Laura Sjöqvist        |
| Los Ángeles 1932    | Dorothy Poynton-Hill      | Georgia Coleman           | Marion Roper          |
| Berlín 1936         | Dorothy Poynton-Hill      | Velma Dunn                | Käthe Köhler          |
| Londres 1948        | Vicki Draves              | Patsy Elsener             | Birte Christoffersen  |
| Helsinki 1952       | Patricia McCormick        | Paula Jean Myers          | Juno Stover-Irwin     |
| Melbourne 1956      | Patricia McCormick        | Juno Stover-Irwin         | Paula Jean Myers-Pope |
| Roma 1960           | Ingrid Krämer             | Paula Jean Myers-Pope     | Ninel Krutova         |
| Tokio 1964          | Lesley Bush               | Ingrid Engel-Krämer       | Galina Alekseyeva     |
| México 1968         | Milena Duchková           | Natalia Lobanova          | Ann Peterson          |
| Múnich 1972         | Ulrika Knape              | Milena Duchková           | Marina Janicke        |
| Montreal 1976       | Elena Vaitsenkhovskaya    | Ulrika Knape              | Deborah Wilson        |
| Moscú 1980          | Martina Jäschke           | Sirvard Emirzyan          | Liana Tsotadze        |
| Los Ángeles 1984    | Zhou Jihong               | Michele Mitchell          | Wendy Wyland          |
| Seúl 1988           | Xu Yanmei                 | Michele Mitchell          | Wendy Liann Williams  |
| Barcelona 1992      | Fu Mingxia                | Yelena Miroshina          | Mary Ellen Clark      |
| Atlanta 1996        | Fu Mingxia                | Annika Walter             | Mary Ellen Clark      |
| Sídney 2000         | Laura Wilkinson           | Li Na                     | Anne Montminy         |
| Atenas 2004         | Chantelle Newbery         | Lao Lishi                 | Loudy Tourky          |
| Beijing 2008        | Chen Ruolin               | Émilie Heymans            | Wang Xin              |
| Londres 2012        | Chen Ruolin               | Brittany Broben           | Pandelela Rinong Pamg |
| Río de Janeiro 2016 | Ren Qian                  | Si Yajie                  | Meaghan Benfeito      |
| Tokio 2020          | Quan Hongchan             | Chen Yuxi                 | Melissa Wu            |
| París 2024          | Quan Hongchan             | Chen Yuxi                 | Kim Mi-Rae            |

#### Trampolín3 metros
| Edición             | Oro                       | Plata                 | Bronce               |
| ------------------- | ------------------------- | --------------------- | -------------------- |
| Amberes 1920        | Aileen Riggin             | Helen Wainwright      | Thelma Payne         |
| París 1924          | Elizabeth Becker-Pinkston | Aileen Riggin         | Caroline Fletcher    |
| Ámsterdam 1928      | Helen Meany               | Dorothy Poynton-Hill  | Georgia Coleman      |
| Los Ángeles 1932    | Georgia Coleman           | Katherine Rawls       | Jane Fauntz          |
| Berlín 1936         | Marjorie Gestring         | Katherine Rawls       | Dorothy Poynton-Hill |
| Londres 1948        | Vicki Draves              | Zoe Ann Olsen         | Patsy Elsener        |
| Helsinki 1952       | Patricia McCormick        | Madeleine Moreau      | Zoe Ann Olsen-Jensen |
| Melbourne 1956      | Patricia McCormick        | Jeanne Stunyo         | Irene MacDonald      |
| Roma 1960           | Ingrid Krämer             | Paula Jean Myers-Pope | Elizabeth Ferris     |
| Tokio 1964          | Ingrid Krämer             | Jeanne Collier        | Patsy Willard        |
| México 1968         | Susanne Gossick           | Tamara Pogosheva      | Keala O'Sullivan     |
| Múnich 1972         | Micki King                | Ulrika Knape          | Marina Janicke       |
| Montreal 1976       | Jennifer Chandler         | Christa Köhler        | Cynthia Potter       |
| Moscú 1980          | Irina Kalinina            | Martina Proeber       | Karin Guthke         |
| Los Ángeles 1984    | Sylvie Bernier            | Kelly McCormick       | Christina Seufert    |
| Seúl 1988           | Gao Min                   | Li Qing               | Kelly McCormick      |
| Barcelona 1992      | Gao Min                   | Irina Lashko          | Brita Baldus         |
| Atlanta 1996        | Fu Mingxia                | Irina Lashko          | Annie Pelletier      |
| Sídney 2000         | Fu Mingxia                | Guo Jingjing          | Dörte Lindner        |
| Atenas 2004         | Guo Jingjing              | Wu Minxia             | Yuliya Pakhalina     |
| Beijing 2008        | Guo Jingjing              | Yuliya Pakhalina      | Wu Minxia            |
| Londres 2012        | Wu Minxia                 | He Zi                 | Laura Sánchez        |
| Río de Janeiro 2016 | Shi Tingmao               | He Zi                 | Tania Cagnotto       |
| Tokio 2020          | Shi Tingmao               | Wang Han              | Krysta Palmer        |
| París 2024          | Chen Yiwen                | Maddison Keeney       | Chang Yani           |

#### Plataforma10 metros sincronizado
| Edición             | Oro                                                 | Plata                                               | Bronce                                                 |
| ------------------- | --------------------------------------------------- | --------------------------------------------------- | ------------------------------------------------------ |
| Sídney 2000         | República Popular China · Li Na · Sang Xue          | Canadá · Émilie Heymans · Anne Montminy             | Australia · Rebecca Gilmore · Loudy Tourky             |
| Atenas 2004         | República Popular China · Lao Lishi · Li Ting       | Rusia · Natalia Goncharova · Yulia Koltunova        | Canadá · Blythe Hartley · Émilie Heymans               |
| Beijing 2008        | República Popular China · Chen Ruolin · Wang Xin    | Australia · Briony Cole · Melissa Wu                | México · Paola Espinosa · Tatiana Ortiz                |
| Londres 2012        | República Popular China · Chen Ruolin · Wang Hao    | México · Paola Espinosa · Alejandra Orozco Loza     | Canadá · Meaghan Benfeito · Roseline Filion            |
| Río de Janeiro 2016 | República Popular China · Chen Ruolin · Liu Huixia  | Malasia · Cheong Jun Hoong · Pandelela Rinong       | Canadá · Meaghan Benfeito · Roseline Filion            |
| Tokio 2020          | República Popular China · Chen Yuxi · Zhang Jiaqi   | Estados Unidos · Delaney Schnell · Jessica Parratto | México · Gabriela Agundez · Alejandra Orozco Loza      |
| París 2024          | República Popular China · Chen Yuxi · Quan Hongchan | Corea del Norte · Kim Mi-Rae · Jo Jin-Mi            | Reino Unido · Andrea Spendolini-Sirieix · Lois Toulson |

#### Trampolín3 metros sincronizado
| Edición             | Oro                                                | Plata                                               | Bronce                                            |
| ------------------- | -------------------------------------------------- | --------------------------------------------------- | ------------------------------------------------- |
| Sídney 2000         | Rusia · Vera Ilina · Yuliya Pakhalina              | República Popular China · Fu Mingxia · Guo Jingjing | Ucrania · Yanna Sorokina · Olena Zhupina          |
| Atenas 2004         | República Popular China · Guo Jingjing · Wu Minxia | Rusia · Vera Ilina · Yuliya Pakhalina               | Australia · Irina Lashko · Chantelle Newbery      |
| Pekín 2008          | República Popular China · Guo Jingjing · Wu Minxia | Rusia · Anastasia Pozdniakova · Yuliya Pakhalina    | Alemania · Ditte Kotzian · Heike Fischer          |
| Londres 2012        | República Popular China · He Zi · Wu Minxia        | Estados Unidos · Kelci Bryant · Abigail Johnston    | Canadá · Jennifer Abel · Émilie Heymans           |
| Río de Janeiro 2016 | República Popular China · Shi Tingmao · Wu Minxia  | Italia · Tania Cagnotto · Francesca Dallapé         | Australia · Maddison Keeney · Anabelle Smith      |
| Tokio 2020          | República Popular China · Shi Tingmao · Wang Han   | Canadá · Jennifer Abel · Mélissa Citrini-Beaulieu   | Alemania · Lena Hentschel · Tina Punzel           |
| París 2024          | República Popular China · Chang Yani · Chen Yiwen  | Estados Unidos · Sarah Bacon · Kassidy Cook         | Reino Unido · Yasmin Harper · Scarlett Mew Jensen |

## Pruebas descontinuadas

### Masculino

#### Salto de altura simple
| Edición        | Oro                    | Plata                      | Bronce                      |
| -------------- | ---------------------- | -------------------------- | --------------------------- |
| Estocolmo 1912 | Suecia · Erik Adlerz   | Suecia · Hjalmar Johansson | Suecia · John Jansson       |
| Amberes 1920   | Suecia · Arvid Wallman | Suecia · Nils Skoglund     | Suecia · John Jansson       |
| París 1924     | Australia · Dick Eve   | Suecia · John Jansson      | Reino Unido · Harold Clarke |

#### Salto a distancia desde plataforma
| Edición        | Oro                             | Plata                        | Bronce                       |
| -------------- | ------------------------------- | ---------------------------- | ---------------------------- |
| St. Louis 1904 | Estados Unidos · William Dickey | Estados Unidos · Edgar Adams | Estados Unidos · Leo Goodwin |